# National Baseball Hall of Fame and Museum
National Baseball Hall of Fame and Museum – muzeum historii baseballu, które mieści się w Cooperstown w stanie Nowy Jork. Jego otwarcie nastąpiło 12 czerwca 1939 roku. Znajduje się w nim między innymi 38 tysięcy eksponatów (koszulki zawodników, piłki itp.), 500 tysięcy fotografii, 130 tysięcy kart baseballistów oraz 3 miliony książek i dokumentów. 
Baseball Hall of Fame Museum kojarzone jest przede wszystkim z zasłużonymi dla amerykańskiego baseballu zawodnikami, sędziami, członkami zarządów klubów oraz menadżerami. Pierwszymi, którzy dostąpili zaszczytu wstąpienia do Galerii Sław Baseballu byli Ty Cobb, Babe Ruth, Honus Wagner, Christy Mathewson i Walter Johnson. Do stycznia 2019 roku wybrano w sumie 329 osób, w tym 232 zawodników Major League Baseball, 35 z Negro League, 30 członków zarządów klubów, 22 menadżerów oraz 10 sędziów. 
Muzeum odwiedza rocznie 315 tysięcy osób, a od czasu jego otwarcia liczbę odwiedzających szacuje się na 16 milionów.